# گواردیا پیمونتزه
گواردیا پیمونتزه (به ایتالیایی: Guardia Piemontese) یک کومونه در ایتالیا است که در استان کزنتزا واقع شده‌است.

## خصوصیات
گواردیا پیمونتزه ۲۱ کیلومترمربع مساحت و ۱٬۸۶۳ نفر جمعیت دارد و ۵۱۵ متر بالاتر از سطح دریا واقع شده‌است.

## خواهرخوانده
شهر بوببیو پلیچه خواهرخواندهٔ گواردیا پیمونتزه هست.